# Seasons: Falling
Seasons: Falling é o título do sexto álbum de David Fonseca, lançado em 21 de Setembro de 2012. O álbum faz uma dupla com o seu predecessor, Seasons: Rising, lançado em 21 de Março de 2012, e no seu conjunto contam um ano na vida do cantor, através das suas canções. Os dois álbums seriam depois lançados no álbum duplo Seasons: Rising: Falling. O álbum esteve quatro semanas na tabela dos mais vendidos em Portugal, tendo alcançado a sétima posição.

## Faixas
1. I'll Never Hang My Head Down
2. Monday, Tuesday; Wednesday, Thursday
3. All That I Wanted
4. Queen of the Golden Sounds
5. It Means I Love You
6. No More Tears Running
7. It Shall Pass
8. At Your Door
9. Heartbroken
10. On My Feet Again
11. I'll See You In My Dreams